# Jeffrey Simpson
Pour les articles homonymes, voir Simpson.
Jeffrey Simpson, né le 17 février 1949 à New York, est un journaliste canadien. Il est le chroniqueur politique en affaires nationales du Globe and Mail.

## Biographie
Né à New York, il vient au Canada à l'âge de dix ans et étudie à l'université Queen's et à la London School of Economics. En 1972, il devient le secrétaire personnel du néodémocrate Ed Broadbent. Il se joint au Globe and Mail en 1974.
Sa carrière journalistique commença à l'hôtel de ville de Toronto. Il couvre la politique québécoise puis s'installe à Ottawa en 1977. Correspondant à Londres de 1981 à 1983, il écrit sa chronique nationale depuis 1984.
Jeffrey Simpson s'est intéressé aux relations entre le Canada et les États-Unis. Il s'est aussi exprimé contre la monarchie britannique. Reconnu dans son métier, il a été décoré officier de l'Ordre du Canada en janvier 2000.

## Ouvrages publiés
- Discipline of Power,1980
- Spoils of Power,1988
- Faultines, Struggling for a Canadian Vision,1993
- The Anxious Years, 1996
- Star-Spangled Canadians 2000
- The Friendly Dictatorship: Reflections on Canadian Democracy, 2001

## Revues et journaux édités
- Globe and Mail
- La Presse
- Queen's Quarterly
- Revue internationale d’études canadiennes -
- Report on Business Magazine
- Saturday Night

## Universités où il a été professeur invité
- Université d'Oxford
- Université d'Édimbourg
- Université Harvard
- Université de Princeton
- Université Brigham Young,
- Université Johns-Hopkins
- Université du Maine (États-Unis)
- Université de Californie
- Université de l'Alberta
- Université de Georgetown

## Honneurs
- Doctorats honorifiques de l'université de la Colombie-Britannique et l'université Western Ontario
- Officier de l'Ordre du Canada
- Prix de l'association canadienne des journaux
- Prix du Gouverneur général : études et essais de langue anglaise, 1980